# Гуляев, Сергей Арсентьевич
Сергей Арсентьевич Гуляев (5 сентября 1918 — 3 апреля 2000) — советский ас штурмовой морской авиации и военачальник, Герой Советского Союза (22.07.1944), генерал-полковник авиации (1971), заслуженный военный лётчик СССР (1968), кандидат военных наук (1981).

## Биография
Родился 5 сентября 1918 года в деревне Первая Казанка Щигровского уезда Курской губернии. В 1934 году окончил 7 классов школы в родном селе, в 1937 году — 3 курса Курского железнодорожного техникума.
В ВМФ СССР с октября 1937 года. В 1940 году окончил Ейское военно-морское авиационное училище имени И. В. Сталина. С августа 1940 года служил лётчиком-инструктором в 1-й запасной авиаэскадрилье ВВС Балтийского флота, с июля 1941 года — лётчиком-инструктором в 1-м запасном авиаполку ВВС ВМФ (город Саранск). Член ВКП(б) с 1941 года.
Участник Великой Отечественной войны с марта 1943 по май 1945 года. Весь боевой путь прошёл в составе 46-го штурмового авиаполка ВВС Северного флота.— командир звена, командир эскадрильи и помощник по лётной подготовке и воздушному бою командира полка. Участвовал в обороне Заполярья и в Петсамо-Киркенесской наступательной операции.
К июню 1944 года выполнил 15 боевых вылетов, лично потопил 1 транспорт, 1 сторожевой катер, 1 катер-охотник и повредил 1 транспорт. Эскадрилья под его командованием потопила 4 транспорта, самоходную баржу, 2 сторожевых корабля, 3 катера и мотобота, а также повредила 5 транспортов, 1 миноносец, 2 сторожевых корабля и 1 катер. Нанёс противнику большой урон также при атаках его аэродромов и войск на переднем крае.
За мужество и героизм, проявленные в боях с немецко-фашистскими захватчиками, указом Президиума Верховного Совета СССР от 22 июля 1944 года капитану Гуляеву Сергею Арсентьевичу присвоено звание Героя Советского Союза с вручением ордена Ленина и медали «Золотая Звезда».
За время войны совершил 21 боевой вылет на штурмовике Ил-2 для нанесения ударов по вражеским кораблям, портам и аэродромам, в ходе которых лично потопил 9 судов и кораблей, а также уничтожил на земле 2 самолёта противника. После присвоения звания Героя Советского Союза лично потопил ещё 2 транспорта и 1 быстроходную десантную баржу, за что был представлен командиром дивизии к присвоению звания дважды Героя Советского Союза. Однако в штабе флота награду заменили на третий орден Красного Знамени.
После войны до августа 1945 года продолжал служить в ВВС Северного флота в должности помощника командира штурмового авиаполка по лётной подготовке и воздушному бою. Затем убыл на учёбу.
В ноябре 1948 года окончил Военно-морскую академию имени К. Е. Ворошилова. С февраля 1949 года служил командиром 68-го минно-торпедного авиаполка ВВС 8-го ВМФ (Балтийское море), а в мае 1951 — октябре 1956 — командиром 589-й (с марта 1955 — 130-й) минно-торпедной авиадивизии ВВС Тихоокеанского флота.
В октябре 1958 года окончил Военную академию Генерального штаба. С января 1959 — заместитель, а в январе 1960 — феврале 1961 — первый заместитель командующего ВВС Черноморского флота. В феврале 1961 — августе 1976 — командующий ВВС Балтийского флота.
В августе 1976 — июле 1980 года — заместитель начальника Военно-морской академии имени А. А. Гречко по авиации, одновременно в августе 1979 — июле 1980 — начальник авиационного факультета Военно-морской академии. С мая 1981 года генерал-полковник авиации С. А. Гуляев — в запасе.
Занимался общественной работой, был председателем президиума Совета ветеранов авиации ВМФ СССР. Избирался делегатом на XXIII и XXIV съезды КПСС. С 1988 года работал научным сотрудником и инженером в Санкт-Петербургском государственном техническом университете. Написал книгу мемуаров.
Жил в Ленинграде (ныне Санкт-Петербург). Умер 3 апреля 2000 года. Похоронен на Серафимовском кладбище в Санкт-Петербурге (Коммунистическая площадка).

Могила Гуляева на Серафимовском кладбище Санкт-Петербурга.

## Воинские звания
- лейтенант (24.08.1940)
- старший лейтенант (26.10.1943)
- капитан (28.03.1944)
- майор (17.10.1944)
- подполковник (4.11.1948)
- полковник (29.05.1951)
- генерал-майор авиации (31.05.1954)
- генерал-лейтенант авиации (27.04.1962)
- генерал-полковник авиации (22.02.1971)

## Награды и звания
- Медаль «Золотая Звезда» (№ 4029) (22 июля 1944)
- Орден Ленина (22.07.1944)
- Орден Октябрьской Революции (21.02.1978)
- Три ордена Красного Знамени (17.09.1943; 29.11.1943; 2.02.1945)
- Орден Ушакова II степени (30.04.1944)
- Орден Отечественной войны I степени (11.03.1985)
- Два ордена Красной Звезды (3.11.1953; 31.10.1967)
- Орден «За службу Родине в Вооружённых Силах СССР» III степени (30.04.1975)
- Медаль Жукова (Россия, 1995)
- Медаль «За боевые заслуги» (6.11.1947)
- Медаль «В ознаменование 100-летия со дня рождения Владимира Ильича Ленина»
- Медаль «За оборону Советского Заполярья»
- Медаль «За победу над Германией в Великой Отечественной войне 1941—1945 гг.»
- Медаль «20 лет Победы в Великой Отечественной войне 1941—1945 гг.»
- Медаль «30 лет Победы в Великой Отечественной войне 1941—1945 гг.»
- Медаль «40 лет Победы в Великой Отечественной войне 1941—1945 гг.»
- Медаль «50 лет Победы в Великой Отечественной войне 1941—1945 гг.»
- Медаль «30 лет Советской Армии и Флота»
- Медаль «40 лет Вооружённых Сил СССР»
- Медаль «50 лет Вооружённых Сил СССР»
- Медаль «60 лет Вооружённых Сил СССР»
- Медаль «70 лет Вооружённых Сил СССР»
- Медаль «За безупречную службу» I степени
- Медаль «Ветеран Вооружённых Сил СССР»
- Заслуженный военный лётчик СССР (16.08.1968)
- Именное оружие (1968)

Иностранные награды:
- Медаль «За укрепление дружбы по оружию» (ЧССР)
- Орден Словацкого национального восстания (ЧССР)
- Медаль «Победы и Свободы» (Польша)
- Две медали «Китайско-советская дружба» (Китай)
- Медаль «30 лет Победы над милитаристской Японией» (Монголия)

## Мемуары
- Гуляев С. А. Записки командующего морской авиации флота. — Курск, 2007. — 269 с. — ISBN 978-5-8386-0071-4.
- Гуляев С. А. С боевого курса не сворачивали // «Морской сборник». — 1985. — № 10, 11.

## Память
- Бюст С. А. Гуляева, в числе 53-х лётчиков-североморцев, удостоенных звания Героя Советского Союза, установлен в пос. Сафоново на Аллее Героев около музея ВВС СФ.
- На здании Курского техникума железнодорожного транспорта, где учился С. А. Гуляев, установлена мемориальная доска.
- Школа в деревне Первая Казанка названа его именем.